# واد لو
واد لو (به فرانسوی: Oued Laou) یک منطقهٔ مسکونی در مراکش است که در طنجه تطوان واقع شده‌است. واد لو ۸٬۳۸۳ نفر جمعیت دارد.